# Marie-Thérèse de Löwenstein-Wertheim-Rosenberg
Pour les articles homonymes, voir Löwenstein (homonymie).
Marie-Thérèse de Löwenstein-Wertheim-Rosenberg, (de son nom complet en allemand, Maria Theresia Sophie Pia Anna Melchiora zu Löwenstein-Wertheim-Rosenberg), née le 4 janvier 1870 à Rome et morte le 17 janvier 1935 à Vienne, est une princesse autrichienne, devenue duchesse de Bragance par son mariage avec le prince Michel, prétendant au trône du Portugal.

## Biographie

### Famille
Elle est le cinquième des huit enfants du prince Charles de Löwenstein-Wertheim-Rosenberg (1834-1921) et de sa seconde épouse la princesse Sophie de Liechtenstein (1837-1899). Elle a pour grands-parents paternels le prince Constantin de Löwenstein-Wertheim-Rosenberg et la princesse Agnès de Hohenlohe-Langenbourg, tandis que ces aïeuls maternels sont le prince Aloïs II de Liechtenstein et la comtesse Françoise Kinsky de Wchinitz et Tettau.

### Mariage et descendance
Le 8 novembre 1893, elle épouse son cousin germain Michel, duc de Bragance, fils du roi Michel Ier de Portugal et de la princesse Adélaïde de Löwenstein-Wertheim-Rosenberg. Elle reçoit, par mariage, le titre de duchesse de Bragance et celui d'infante du Portugal avec le prédicat d'altesse sérénissime[réf. nécessaire]. 
De cette union naissent : 
- Isabelle-Marie de Bragance (1894-1970), qui épouse en 1920 le prince François-Joseph de Tour et Taxis (1893-1971), d'où postérité.
- Marie-Bénédicte de Bragance (1896-1971)
- Mafalda de Bragance (1898-1918)
- Marie-Anne de Bragance (1899-1971), qui épouse en 1921 le prince Charles-Auguste de Tour et Taxis (1898-1982), d'où postérité.
- Marie-Antoinette de Bragance (1903-1973), qui épouse en 1934 Ashley Chanler (1905-1994), descendant du milliardaire John Jacob Astor, dont elle divorce en 1948, d'où postérité.
- Philippa de Bragance (1905-1990)
- Édouard de Bragance (1907-1976), duc de Bragance
- Marie-Adélaïde de Bragance (1912-2012), qui épouse en 1945 Nicolas van Uden (1921-1991), d'où postérité.

Marie-Thérèse meurt le 17 janvier 1935 à Vienne, sept années après son conjoint. Elle repose dans l'église du couvent des carmélites dans l'arrondissement de Döbling, à Vienne.